# Inhumans (serie de televisión)
Marvel's Inhumans, o simplemente Inhumans, es una serie de televisión estadounidense creada por Scott Buck para ABC, basada en la raza del mismo nombre de Marvel Comics. La serie está ambientada en el Universo cinematográfico de Marvel (UCM), y reconoce las otras series de televisión de la franquicia. Fue producida por ABC Studios y Marvel Television en asociación con Devilina Productions, y fue cofinanciada por IMAX Entertainment en un acuerdo que le dio a la serie un estreno en cines. Buck sirvió como showrunner en la serie.
La serie se centra en Black Bolt, interpretado por Anson Mount, y otros miembros de la Familia Real Inhumana. Serinda Swan, Ken Leung, Eme Ikwuakor, Isabelle Cornish, Ellen Woglom e Iwan Rheon también protagonizan. Marvel Studios anunció una película de Inhumanos en 2014 como parte de su lista de películas de la Fase Tres, con la especie introducida por primera vez en el MCU en la serie, Agents of S.H.I.E.L.D. La película fue retirada de la lista de Marvel Studios en abril de 2016, y la serie Inhumans se anunció en noviembre, que se filmaría parcialmente con cámaras IMAX. Buck se unió a la serie en octubre y Mount fue elegido en febrero de 2017. El rodaje tuvo lugar de marzo a junio de 2017, en el antiguo aeródromo de la Estación Aérea Naval Barbers Point en Kalaeloa, Hawái y en varios lugares de la isla de Oahu.
Inhumans debutó en las pantallas IMAX, el 1 de septiembre de 2017, siendo la primera serie de televisión de acción real en hacerlo. La presentación en cines duró dos semanas, antes de que la serie se estrenara en ABC, el 29 de septiembre y tuviera ocho episodios, concluyendo el 10 de noviembre. La serie recibió críticas desfavorables y bajos índices de audiencia televisiva, y ABC la canceló en mayo de 2018. Mount repitió su papel como una versión alternativa de Black Bolt en la película del MCU de Marvel Studios, Doctor Strange in the Multiverse of Madness (2022).

## Premisa
Después de un golpe de Estado, la Familia Real Inhumana escapa a Hawái, donde deben salvarse a sí mismos y al mundo.

## Elenco y personajes

### Principales
- Anson Mount como Black Bolt:
El Jefe de la Familia Real Inhumana y Rey de Attilan, cuya voz puede causar destrucción con el más mínimo susurro.[2][3] El showrunner, Scott Buck calificó a Black Bolt de enigmático y fascinante porque "muchas veces no sabemos lo que está pensando",[4] y señaló la dificultad de escribir un personaje que "no habla", pero aun así es nuestro héroe y el centro de la serie". Buck descartó específicamente que la serie usara voz en off, con Black Bolt comunicándose a través de lenguaje de señas.[4] El director del primer episodio, Roel Reiné le dijo a Mount que solo usara 15 o 16 señales,[5] pero Mount decidió crear su propio sistema de señales. Explicó que dado que el personaje no es de la Tierra, no conocería los sistemas terrestres como el lengua de signos estadounidense (ASL).[6] Mount tomó prestadas las reglas subyacentes del ASL, pero luego "verificó dos veces los letreros con ASL para asegurarme de que no haya superposiciones",[5] y también estudió a directores de orquesta.[7] Mount creó un documento para su idioma con más de 50 páginas,[8] y sintió que si podía desarrollar el idioma durante varias temporadas, podría convertirse en un «conlang» completo equivalente al lenguaje Klingon o Dothraki.[9] A veces, el guion no incluía ninguna línea específica para el personaje y Mount desarrollaba lo que estaba diciendo en señas él mismo.[8] Lofton Shaw interpreta a un joven Black Bolt.[10]
- Serinda Swan como Medusa:
La esposa de Black Bolt y Reina de Attilan, que tiene la capacidad de controlar y mover su cabello.[11] Swan describió "una inmensa codependencia entre" Medusa y Black Bolt, con Medusa ayudando. Black Bolt crea su lenguaje de señas y forma una conexión que crea "esta simbiosis que los mantiene entrelazados".[12] Swan tuvo especial cuidado en actuar junto al cabello del personaje como un apéndice adicional, antes de que se agregara CGI, para aumentar la peluca de 4 libras (1,8 kg) que usó en el set.[13][8] Swan dijo que el cabello de Medusa "tendría estados de ánimo" como en los cómics, y que se movería y reaccionaría de manera diferente en diversas situaciones, como ser más comedido en público para no distraer a los demás.[13] V.I.P. (Victoria Isabella Piemonte) interpreta a una joven Medusa.[14]
- Ken Leung como Karnak: 
El primo y asesor más cercano de Black Bolt, que puede "ver el defecto en todas las cosas", evitando errores, y actúa como estratega y filósofo de la Familia Real.[15] El productor ejecutivo, Jeph Loeb explicó que debido a la habilidad de Karnak, "todo lo que ve es defectuoso, por lo que nada es lo suficientemente bueno para él. Es en el punto donde el vaso no está medio vacío, está hecho añicos."[8]
- Eme Ikwuakor como Gorgon: El primo de Black Bolt y líder de la Guardia Real de Attilan, que puede generar ondas sísmicas con sus pezuñas parecidas a las del ganado.[16] Ikwuakor describió a Gorgon como "el tipo que actúa antes de pensar".[12]
- Isabelle Cornish como Crystal: 
La hermana de Medusa y el miembro más joven de la Familia Real, que tiene la capacidad de controlar los elementos.[16] Cornish dijo que Crystal está "realmente alcanzando la mayoría de edad" y está emprendiendo "el viaje para llegar realmente a la edad adulta y descubrir más de sus poderes y cosas así".[12] Leila Bootsma interpreta a una joven Crystal.[17]
- Ellen Woglom como Louise: 
Una humana de la Tierra que trabaja en el Centro de Control Aeroespacial de Callisto con una pasión personal por el espacio y las cosas relacionadas con la Luna.[16][18] Woglom describió a Louise como "increíblemente inteligente, increíblemente concentrada" y un personaje "divertido" y "peculiar". Añadió que Louise "tiene las anteojeras puestas" sobre su amor por el espacio y la Luna, lo que "a veces puede hacer que no capte las señales sociales todo el tiempo, o tal vez diga cosas sin pensar en ellas primero".[19] Buck señaló que el personaje de Woglom no era de los cómics, sino que fue creada para la serie.[4]
- Iwan Rheon como Maximus: 
El hermano de Black Bolt, que tiene una gran devoción por el pueblo de Attilan y el deseo de ser rey. Maximus perdió el gen Inhumano al pasar por el proceso de Terrigénesis,[20][21] lo que llevó a que otros Inhumanos menospreciaran al personaje. Rheon dijo que Maximus es "el redrojo de la familia, lo cual es un poco difícil para él. Sin su hermano, estaría trabajando en las minas... porque es el hermano del Rey, básicamente sentía lástima".[22] Buck llamó a la versión del personaje de Rheon "una versión diferente, más complicada, más real y más convincente" que la contraparte de cómics, ya que los escritores "no querían crear un simple villano que fuera malvado por el hecho de serlo",[4] y Rheon agregó que "no hay villanos... No es blanco y negro. Hay muchos matices para los personajes". También comparó la relación entre Maximus y Black Bolt con la de Loki y Thor en las películas del MCU.[21] Rheon, que es galés, le dio a Maximus "un acento estadounidense", pero sintió que "sería una coincidencia increíble si todos en la Luna tuvieran acento estadounidense" y por eso también mantuvo el acento "un poco lunar".[22] Aidan Fiske interpreta a un joven Maximus.[23]

El compañero canino teletransportador de 2000 libras (907,2 kg) de Crystal, Lockjaw también aparece en la serie, creado a través de CGI. Reiné afirmó que "nadie había hecho antes un personaje CG completo en una serie de televisión. Así que Lockjaw es el primero. Es una gran responsabilidad para todos nosotros". Mount llamó a Lockjaw el "compañero tonto", pero sintió que lo habían integrado en la trama en lugar de simplemente usarlo como alivio cómico. Buck sintió que las historias de Lockjaw "siempre [serían] bastante simple" como una forma de garantizar que los escritores "no intenten fingir que es otra cosa que" un perro y desviar la atención de los otros personajes. En diseños iniciales para Lockjaw era más grande que su aspecto final, más cercano al "tamaño de un Mini Cooper".

### Recurrentes
- Mike Moh como Tritón: El primo de Black Bolt y hermano de Karnak, que tiene la capacidad de vivir bajo el agua y es un hábil asesino.[16] Moh tardó de tres a cinco horas todos los días en maquillarse.[7]
- Sonya Balmores como Auran: 
Una compatriota de Maximus, quien se convierte en el nuevo Jefe de la Guardia Real en Attilan durante su golpe.[16] Balmores describió a Auran como "dura", "sin tonterías" y alguien que "hace el trabajo, cualquiera que sea".[12]
- Michael Buie como Agon: El padre de Black Bolt y Maximus y ex rey de Attilan.[10]
- Tanya Clarke como Rynda: La madre de Black Bolt y Maximus y ex reina de Attilan.[10]
- Ari Dalbert como Bronaja: Un joven Inhumano que tiene visiones del futuro y hermano de Iridia.[28]
- Aaron Hendry como Loyolis: El padre de Bronaja e Iridia que trabaja en las minas de Attilan.[29]
- Ty Quiamboa como Holo:[30] Un surfista que se hace amigo de Gorgon.
- Henry Ian Cusick como Evan Declan: Un genetista que ha estado probando con Inhumanos en la Tierra.[31][32]
- Olo Alailima como Sammy:[33] Un inhumano que puede derretir metal y que se hace amigo de Black Bolt cuando está en prisión.
- Bridger Zadina como Mordis:[33] Un inhumano con una poderosa visión de calor que Maximus liberó de prisión para ayudar a Auran a capturar a la Familia Real.
- Sumire Matsubara como Locus: Un Inhumano con ecolocalización que ayuda a Auran a capturar a la Familia Real.[30]
- Jamie Gray Hyder como Jen: Un agricultor de cannabis que desarrolla sentimientos por Karnak.[30]
- Michael Trotter como Reno: Un cultivador de cannabis que sospecha de Karnak.[30]
- Ptolomeo Slocum como Tibor: Un miembro del Consejo Genético que es un viejo amigo de Maximus.[30]
- Krista Alvarez como Flora:[34] Una inhumana con la capacidad de controlar plantas.
- Chad Buchanan como Dave: Un granjero que se hace amigo de Crystal.[35]
- Liv Hewson como Audrey: La exnovia de Dave que es técnica veterinaria.[35]

### Invitados
- Nicola Peltz como Jane: una humana recientemente transformado en una Inhumana en la Tierra.[36]
- Marco Rodríguez como Kitang: El jefe del Consejo Genético.
- Tom Wright como el jefe del Centro de Control Aeroespacial de Callisto.[37]
- Andra Nechita como Iridia: Una joven Inhumana que tiene alas de mariposa y es hermana de Bronaja.[38]
- Jason Quinn como Pulsus: Un Inhumano con poderes basados en la electricidad.
- Kala Alexander como Makani: Un surfista parte de la tripulación de Holo que se hace amigo de Gorgon.
- Albert Ueligitone como Pablo: Un surfista parte de la tripulación de Holo que se hace amigo de Gorgon.
- Moses Goods como Eldrac: Un "portal" inhumano que puede teletransportar a la gente en cualquier lugar.[37]
- Miriam Lucien como una Inhumana serena.
- Matt Perfetuo como Sakas: Un Inhumano que obtuvo habilidades sobrehumanas después de someterse a la Terrigénesis y desbloquear su potencial genético[34]

## Episodios
| N.º | Título                                                               | Dirigido por     | Escrito por                 | Fecha de emisión original | Fecha de emisión en Hispanoamérica | Audiencia (millones) |
| --- | -------------------------------------------------------------------- | ---------------- | --------------------------- | ------------------------- | ---------------------------------- | -------------------- |
| 1 | «Behold... The Inhumans» «He aquí... los Inhumanos»                  | Roel Reiné       | Scott Buck                  | 29 de septiembre de 2017  | 14 de noviembre de 2017            | 3.75                 |
| Durante una misión en la isla de Oahu para encontrar un Inhumano recién transformado, Triton es atacado por un equipo de ataque y escapa saltando al océano. En Attilan, la ciudad secreta de los Inhumanos en la Luna, Black Bolt, Medusa, y otros miembros de La Familia Real Inhumana descubren que un rover de la Tierra recientemente destruido podría revelar su sociedad a los humanos antes de asistir a una ceremonia de Terrigénesis para dos miembros de la sociedad llamados Iridia y Bronaja, donde están expuestos a la Niebla terrígena para revelar sus poderes inhumanos. Más tarde, el hermano de Black Bolt, Maximus alerta a los otros miembros de la Familia Real sobre la misión de Tritón. Descontento al saber que Tritón puede estar muerto, Gorgon se dirige a la Tierra para encontrarlo. Maximus comienza un golpe en Attilan, incluido el intento del mismo equipo de ataque de matar a Gorgon en la Tierra. Karnak descubre lo que Maximus está haciendo y comienza a advertir a Medusa y su hermana Crystal. Maximus ataca y afeita la cabeza de Medusa para suspender sus poderes. Crystal hace que su perro Lockjaw envíe a Karnak a la Tierra por seguridad y hace lo mismo con Medusa y Black Bolt. |                                                                      |                  |                             |                           |                                    |                      |
| 2 | «Those Who Would Destroy Us» «Los que nos destruirían»               | Roel Reiné       | Scott Buck                  | 29 de septiembre de 2017  | 14 de noviembre de 2017            | 3.75                 |
| Al darse cuenta de que todos han quedado varados y separados en la Tierra, Karnak y Medusa comienzan a buscar a Black Bolt para reunirse con él, mientras que Gorgon espera a que la lucha llegue a él. Crystal entra en contacto con Medusa en la Tierra, que es perseguida por Auran. Louise investiga al desaparecido Rover lunar y aprende de cuatro extrañas anomalías procedentes de la Luna y aterrizando en Hawái. Después de su llegada a la Tierra, Black Bolt es arrestado por la Policía de Honolulu después de que su llegada causa un disturbio de tráfico y posteriormente roba ropa nueva. Auran encuentra y contrata a Medusa, quien la apuñala y escapa. Maximus se dirige al pueblo de Attilan como su nuevo rey, mientras que Auran despierta y se ve sanar su herida apuñalada. |                                                                      |                  |                             |                           |                                    |                      |
| 3 | «Divide and Conquer» «Divide y vencerás»                             | Chris Fisher     | Rick Cleveland              | 6 de octubre de 2017      | 14 de noviembre de 2017            | 2.78                 |
| En flashbacks, un Black Bolt adolescente (antes de someterse a su Terrigenesis) no tiene interés en el trono, que Maximus anhela. Después de que los hermanos pasan por Terrigenesis, Kitang sugiere bloquear a Black Bolt para la protección de Attilan, rechazada por Agon. En el presente, el compañero de Black Bolt, el recluso Sammy, es contactado por Evan Declan y recibe instrucciones para hacer amistad con el primero. Louise mira la prisión con la esperanza de obtener información, mientras que Medusa aprende del encarcelamiento de Black Bolt y se dirige allí. Un disturbio de la prisión se produce y Sammy escapa con Black Bolt, revelándose como un Inhumano. Se embarcan en el helicóptero de Declan y escapan. Medusa no llega a tiempo y obliga a una curiosa Louise de ayudarla a perseguirlos. Maximus le ordena a Auran en matar a Gorgon, enviando un equipo, incluyendo al mortal Mordis. Su partida fuerza obliga a Gorgon a retirarse. Crystal se opone públicamente a Maximus como rey y escapa de Attilan con Lockjaw. Maximus aprovecha la oportunidad para convencer al Consejo Genético de la incompetencia de la Familia Real y fortalecer su posición. Llegando a la Tierra con Crystal, Lockjaw es herido en una colisión de un accidente de auto. Todo el tiempo, Karnak es capturado por un grupo de proveedores de drogas, que deciden mantenerlo vivo. |                                                                      |                  |                             |                           |                                    |                      |
| 4 | «Make Way for... Medusa» «Abran paso a... Medusa»                    | David Straiton   | Wendy West                  | 13 de octubre de 2017     | 21 de noviembre de 2017            | 2.30                 |
| Declan, que está trabajando para Maximus, lleva a Black Bolt y Sammy a su instalación, para cosechar el ADN de Black Bolt para otro Terrigenesis en Maximus. Este ordena a Tibor que se prepare para la próxima Terrigenesis, mientras sus guardias matan al resto del Consejo Genético. Después de perder el helicóptero, Medusa y Louise logran localizar las instalaciones de Declan. Black Bolt y Sammy deducen la malevolencia de Declan y escapan antes de ser confrontados por las tropas de Auran. Medusa y Louise llegan cuando Mordis dispara contra Black Bolt, causando una explosión. Black Bolt escapa con Medusa y Louise, tomando a Locus inconsciente, un miembro de la tropa de Auran con el poder de ubicar personas, con ellos para ayudar a encontrar a sus familiares. Mientras tanto, Gorgon abandona su grupo para protegerlos y encontrar a Karnak, quién comienza a desarrollar una relación romántica con Jen, mientras que Reno mata a su compañero. En otro lugar, Crystal se encuentra con Dave, quien consigue que Audrey examine y ayude a Lockjaw. |                                                                      |                  |                             |                           |                                    |                      |
| 5 | «Something Inhuman This Way Comes...» «Algo Inhumano se acerca...»   | Kevin Tancharoen | Scott Reynolds              | 20 de octubre de 2017     | 28 de noviembre de 2017            | 1.98                 |
| Karnak y Jen escapan de Reno, quien la hiere. El cliente de Reno lo mata por su falta de fiabilidad y ordena a sus hombres que encuentren al par. Locus critica la política de Black Bolt, ubicando a Karnak usando sus poderes. Auran despierta en las instalaciones de Declan y se pone en contacto en secreto con Maximus, quien le ordena que deje a Declan que continúe investigando sobre Black Bolt. Después de recapturar a Sammy y conocer sus poderes, el grupo de Mordis se reúne con Auran, quien decide utilizar a Declan y Sammy para atraer a Black Bolt. Después de unir las heridas de Jen, Karnak regresa al campamento con ella. Luego son capturados por los clientes. Gorgon llega y los rescata, reunidos por el grupo de Black Bolt. Una Locus a punto de morir, le cuenta a Medusa sobre la presencia de Crystal en Oahu y le pide a Black Bolt que reconsidere sus políticas. Maximus decide enviar más Inhumanos para ayudar a Auran. Tibor encuentra la oposición, que le piden que ayude a derrocar a Maximus. Audrey cura a Lockjaw, quien teletransporta a Crystal y Dave. El par continúa uniéndose. En flashbacks, Gorgon y Karnak se regañan entre sí por su comportamiento extremo. |                                                                      |                  |                             |                           |                                    |                      |
| 6 | «The Gentleman's Name is Gorgon» «El nombre del caballero es Gorgon» | Neasa Hardiman   | Charles Murray              | 27 de octubre de 2017     | 5 de diciembre de 2017             | 2.05                 |
| Después de una pesadilla que involucró a su familia, Maximus tiene a Eldrac de enviar al equipo de apoyo a las instalaciones de Declan; uno de ellos era Loyolis, el padre de Bronaja. Auran envía el mensaje a Medusa. Black Bolt lleva a Medusa y Louise a buscar a Crystal mientras encargan a Gorgon y Karnak para rescatar a Declan y Sammy. Crystal crea un rayo para señalar a los demás. Gorgon y Karnak derrotan a la fiesta de Auran y rescatan al dúo. Mordis intenta matarse a sí mismo y a todos. Gorgon se sacrifica a sí mismo y a Mordis para salvar a los otros al colapsar la instalación. El grupo de Black Bolt se reúne con Crystal y Lockjaw e ir a las instalaciones de Declan. Audrey lleva a la policía al establo de Dave para exponer a los Inhumanos. Fingiendo ser la novia de Dave, Louise le asegura a la policía que Audrey solo estaba celosa. Mientras tanto, Maximus descubre el intento de asesinato de Tibor y los rebeldes. Después de matar a Tibor y de que se lleven a los rebeldes, Bronaja le promete lealtad. |                                                                      |                  |                             |                           |                                    |                      |
| 7 | «Havoc in the Hidden Land» «Extraños en una tierra oculta»           | Chris Fisher     | Quinton Peeples             | 3 de noviembre de 2017    | 12 de diciembre de 2017            | 1.96                 |
| Después del sacrificio de Gorgon, Auran y su grupo son devueltos a Maximus para mostrar buena fe. Ella está desilusionada cuando se entera de que la agenda más profunda de Maximus es una segunda Terrigenesis. Se revela que Tritón está vivo y se reúne con la familia real, quienes se enteran de que Black Bolt había predicho el golpe y está preparado. La familia vuelve a Attilan para un parlamento con Maximus. Black Bolt acepta permitir que Maximus se someta al Terrigenesis a cambio de reclamar el trono. Después de asegurar a Declan, Maxmus viola el pacto y exige a la familia que se vaya. Habiendo aprendido de la investigación de Declan, Karnak convence a Auran de darle su ADN para que pueda usarlo para revivir a Gorgon a través de una segunda Terrigenesis, que aparentemente falla. Tritón mata a los guardaespaldas de Maximus, lo captura y lo envía de regreso con Black Bolt, quien se prepara para matarlo antes de decirle a Black Bolt que la supervivencia de Attilan depende de que sea inseguro. Gorgon despierta con una mente prematura, para la consternación de Declan. |                                                                      |                  |                             |                           |                                    |                      |
| 8 | «...And Finally: Black Bolt» «...Y finalmente: Black Bolt»           | Billy Gierhart   | Rick Cleveland y Scott Buck | 10 de noviembre de 2017   | 19 de diciembre de 2017            | 1.95                 |
| Gorgon mata a Declan y escapa. Karnak es arrestado y encerrado en la "habitación silenciosa", a la que se une más tarde con Gorgon, a quien ayuda a recordar el pasado un poco. Maximus revela que el fallo de seguridad necesita sus huellas dactilares una vez por hora para estabilizarse. Black Bolt planea una evacuación de la gente a la Tierra si no puede derribar a Maximus. Crystal convence a Eldrac por el plan. Maximus es rescatado por la Guardia Real, encontrando el cuerpo de Declan y sin cristales Terrigen, que Medusa le confía a Louise en la Tierra. Su jefe acepta proporcionar un acuerdo para la gente de Attilan. Karnak y Gorgon se unen y se unen a la Familia. Medusa se encuentra con Maximus e intenta razonar con él, pero fue en vano. La familia transmite Attilan, revelando las preferencias de Maximus y ofreciendo la evacuación. Desilusionada, Auran abandona a Maximus y se une a la evacuación. Black Bolt se enfrenta a Maximus, quien revela que fingió la carta de Agon y Rynda sobre la cirugía cerebral de Black Bolt, lo que provocó la muerte de la pareja. Black Bolt encierra a Maximus en el búnker y se va por Eldrac, quien muere con Attilan. Un mensaje críptico se muestra en el Trono de Attilan. En la escena final, ahora en la Tierra, Black Bolt y Medusa dirigen a cada inhumano presente en un lugar no identificado.              |                                                                      |                  |                             |                           |                                    |                      |

## Producción

### Desarrollo
Una película basada en los Inhumanos fue mencionada por primera vez como en desarrollo en un informe comercial de marzo de 2011. En octubre de 2014, Marvel Studios anunció oficialmente la película como parte de la Fase Tresl de Universo cinematográfico de Marvel, con fecha de estreno para el 2 de noviembre de 2018. El productor Kevin Feige dijo: "Realmente creemos que los Inhumanos pueden ser una franquicia o una serie de franquicias en sí mismos. Tienen docenas de poderes y una estructura social asombrosa. Con nuestra vigésima película en el Universo cinematográfico de Marvel, queríamos continuar refinando de qué se trata ese universo." En diciembre siguiente, la especie Inhumana fue introducida durante la segunda temporada de Marvel's Agents of S.H.I.E.L.D. que inició una historia que se recurrió a lo largo de la serie. En abril de 2016, la película fue retirada oficialmente del calendario de estrenos de Marvel, aunque no fue cancelada por completo. Después de la cancelación de la película, Jed Whedon, productor ejecutivo y showrunner en Agents of S.H.I.E.L.D., señaló que las series tenían "un poco más de libertad" y podían "hacer un poco más" con las especies que entraban en la cuarta temporada, incluido el potencial de presentar algunos de los Inhumanos "clásicos".
En mayo de 2016, después de que ABC cancelara Marvel's Agent Carter y pasara de Marvel's Most Wanted, el presidente de ABC Entertainment, Channing Dungey, dijo que Marvel y ABC estaban buscando "series que serían beneficiosas para ambas marcas" en el futuro. En noviembre, Feige dijo que "Inhumans sucederá con seguridad. No sé cuándo. Creo que sucederá en la televisión. Y creo que a medida que entremos en la Fase 4, como siempre he dicho, podría suceder como una película". Poco después, Marvel Television y IMAX Corporation anunciaron la serie de televisión de ocho episodios Inhumans, que se producirá en conjunto con ABC Studios y se emitiría por ABC; Marvel Studios decidió que los personajes se adaptaban mejor a la televisión y que una serie sería mejor que tratar de adaptar las múltiples películas de franquicia planificadas a las franquicias cinematográficas existentes del estudio. Inhumans no pretendía ser una reelaboración de la película planeada, ni un spin-off de Agents of S.H.I.E.L.D., pero está ambientada en el mismo universo compartido. En diciembre, Scott Buck, el showrunner de la primera temporada de la serie Marvel de Netflix, Iron Fist, se reveló que también será el productor ejecutivo y el showrunner de Inhumans. Jeph Loeb y Jim Chory también son productores ejecutivos de la serie.
IMAX actúa como socio financiero de la serie, la primera vez que lo hace para una serie de televisión, pagando en su totalidad los dos primeros episodios. IMAX se había acercado originalmente a Marvel sobre el acuerdo después de un exitoso evento IMAX con Game of Thrones en 2015. Gracias a este acuerdo, Marvel pudo gastar más en Inhumans que en sus otros programas, especialmente por los efectos visuales, que han sido criticados en series como Agents of S.H.I.E.L.D. ABC también esperaba que la asociación con IMAX atrajera a la serie una audiencia más amplia que sus series anteriores de Marvel, similar a las "ampliamente vistas y aclamadas series" que Marvel ofreció a Netflix, y tal vez incluso atraigan a más espectadores a la quinta temporada de Agents of S.H.I.E.L.D. en la temporada de televisión 2017–18. Ben Sherwood, presidente de Disney-ABC Television Group, describió el acuerdo como "una victoria cuádruple: una victoria para IMAX, una victoria para Marvel, una victoria para ABC Studios y una victoria para ABC al lanzar un programa de forma innovadora y llamar la atención" en un mercado cada vez más saturado de series de televisión originales. Buck sintió que trabajar con IMAX "nos dio mucha más libertad y nos impulsó y animó a pensar un poco más en grande de lo que lo haríamos si fuera simplemente un programa de cadena normal. Sólo queríamos pensar en términos más amplios en términos de alcance, lo que estábamos viendo y cómo llevamos estos personajes a la audiencia". Loeb Advirtió que Inhumans era "un programa de televisión que se estrenará en una sala IMAX" en lugar de una película, pero que seguiría siendo un espectáculo y "una forma única de poder ver televisión".

### Guion
Buck dijo que Inhumans sería "un drama familiar con una gran historia que nos guiará a lo largo de la temporada", en lugar de una serie procedimental como Agents of S.H.I.E.L.D., y aunque el estreno inicial de IMAX estaba destinado a ser "algo que se destaque absolutamente por sí solo", esperaba que "intrigue a la gente lo suficiente como para que quieran ver el resto del programa". Al incorporar los elementos más fantásticos asociados con los Inhumanos, Buck dijo que se apoyarían en ellos "hasta cierto punto, sí, pero nuevamente, nos acercamos a todos ellos como personas reales que simplemente tienen estas habilidades, por lo que son todos muy personas con los pies en la tierra... Queremos que sus poderes parezcan una parte muy natural de su personalidad".
La temporada se desarrolla tanto en la Tierra como en la ciudad inhumana de Attilan, que se encuentra en la Luna, y cuenta una historia original inspirada en elementos de los cómics, incluida la serie Inhumans de Paul Jenkins y Jae Lee de 1998-99. Buck dijo que el arco argumental de la temporada "se completará al final de la temporada, pero también nos abrirá a otra historia potencial". La historia coloca a los personajes en situaciones en las que usar sus poderes no los ayudaría, para permitir que la audiencia "vea a los personajes como personas con superpoderes, en lugar de solo como superhéroes". En comparación con otras series de superhéroes como las series Marvel de Netflix, Inhumans es más apropiado para niños, aunque con cierta "orientación de los padres". Se informó que los "guiones subyacentes" fueron un punto de discordia entre ABC y Marvel para la serie, y los ejecutivos de la cadena expresaron su preocupación a Marvel desde el principio.

### Casting
A finales de febrero de 2017, Iwan Rheon fue elegido como Maximus, seguido poco después por Anson Mount como Black Bolt. No hubo ninguna audición para el papel de Black Bolt ya que el personaje no habla, y Mount fue elegido debido a una relación existente con Loeb, quien sentía que Mount encajaría en el papel. A principios de marzo, la serie agregó a Serinda Swan como Medusa, Ken Leung como Karnak, Eme Ikwuakor como Gorgon, Isabelle Cornish como Crystal, y Ellen Woglom como Louise. Durante el tiempo transcurrido desde su audición hasta su elección, Swan también había sido elegida para la serie de HBO, Ballers, lo que requirió una negociación entre las dos series para garantizar que a Swan se le permitiera aparecer en ambas.
Mike Moh y Sonya Balmores también fueron elegidos en marzo de 2017 como Triton y Auran, respectivamente. También en el mes, el escritor de cómics, Charles Soule indicó que la serie también incluiría algunos NuHumans, incluidos algunos que él creó en su cómic, Inhuman. En junio de 2017, Henry Ian Cusick reveló que interpretaría a Evan Declan en la serie.

### Diseño
Carlos Barbosa se desempeñó como diseñador de producción de la serie, con Adam Davis como director de arte. El par son arquitectos que habían trabajado juntos anteriormente en varias películas. Buck señaló que ha habido muchos estilos y diseños diferentes para los Inhumanos desde su creación, lo que permitió al equipo "elegir cuáles fueron los mejores y más interesantes aspectos" para la adaptación. Davis describió los cómics como guiones gráficos que daban "trazos muy amplios" a partir de los cuales desarrollaban su propio "lenguaje visual". La serie contrasta el aspecto "concreto y oscuro" de Attilan con escenas más coloridas ambientadas en la Tierra. Los decorados de la serie fueron diseñados y construidos más verticalmente de lo habitual para acomodar el formato IMAX, y aprovechar el espacio disponible. Los decorados de Attilan están hechos principalmente de piedra, debido a los limitados materiales de construcción que estarían disponibles en la luna. Davis dijo que esto los llevó "instintivamente" a una combinación de expresionismo y arquitectura brutalista al diseñar la ciudad, que también reflejaba parte de la arquitectura de Honolulu donde se desarrollan las escenas de la Tierra. Los diseñadores también se inspiraron en la arquitectura rusa temprana y en estilos de los años 60, como las "formas geométricas puras y masivas". Así se muestra en salas como el Salón Real, que se basa en formas rectangulares; la Sala Silenciosa, que es un círculo; y la Sala de Control, basada en triángulos equiláteros. Los decorados también incluyen muchas superficies reflectantes, que el equipo esperaba que "proporcionaran más profundidad a las imágenes" de las cámaras IMAX.
Attilan está rodeado por un campo de energía protector en forma de cono, que proyecta imágenes de la superficie de la luna para camuflar la ciudad y proyecta imágenes similares a las de la Tierra, como nubes y puestas de sol. Se eligió la forma de cono, en lugar de una forma de cúpula más tradicional, por lo que la Sala Silenciosa donde Black Bolt pasa gran parte de su tiempo podría estar directamente debajo del vértice del campo, y "si accidentalmente produce ondas sónicas, las ondas se redirigen por el lado del cono y fuera del vértice hacia el espacio exterior" y lejos de la ciudad. Las decoraciones del escenario fueron descritas como "un poco futuristas pero curiosamente anticuadas", con elementos como estatuas de los antepasados de los Inhumanos inspiradas en la Grecia antigua presentes en el Salón Real. Los apartamentos y dormitorios del personaje son escasos, "sólo tienen lo esencial". El dormitorio de Black Bolt y Medusa tiene una vista de toda la ciudad. El dormitorio de Crystal fue diseñado para poder adaptarse a Lockjaw, su perro de 2000 libras (907,2 kg); debido a que puede teletransportarse, los marcos de las puertas del set no tenían que tener el tamaño adecuado para el personaje, pero sí áreas como el lugar donde duerme en su habitación. Roland Sánchez sirvió como diseñador de vestuario para la serie. Rheon calificó los disfraces como "muy diferentes" de cómo aparecen en los cómics. Por ejemplo, Mount no usa el disfraz de cómics de Black Bolt de un traje negro con detalles en blanco, diapasón y máscara. Mount dijo que esto se hizo para hacer que el personaje fuera "más accesible para el espectador... No estoy seguro de que la televisión sea el espacio para las máscaras". Rheon agregó que los disfraces tenían la intención de parecer extraños para la audiencia para resaltar que los Inhumanos han estado segregados de la Tierra y la cultura humana durante algún tiempo.  El maquillaje de efectos especiales fue proporcionado por Glenn Hetrick y los estudios Alchemy de Neville Page.

### Rodaje
El rodaje de Inhumans comenzó el 5 de marzo de 2017 en Downtown Honolulu, bajo el título provisional, Project Next, con Jeff Jur como director de fotografía. El trabajo de estudio para la serie se llevó a cabo en Kalaeloa, Hawái en el antiguo Aeródromo de la Estación Aérea Naval Barbers Point. El rodaje adicional tuvo lugar en Diamond Head, y el edificio del Capitolio del Estado de Hawái. Los dos primeros episodios de la serie se rodaron en  cámaras digitalesArri Alexa 65 IMAX 2D, para dar cabida a un debut en pantallas IMAX, y las principales secuencias de acción de episodios posteriores también se filmaron utilizando la tecnología para mejorar la calidad visual general de la serie. Se diseñó una lente nueva y más ancha para las cámaras específicamente para su uso en la serie. Los dos primeros episodios se filmaron 20 días, y los episodios restantes tendrán cronogramas de rodaje de ocho días. El rodaje finalizó el 12 de junio. Se informó que la serie fue objeto de múltiples regrabaciones.
ABC, Marvel e IMAX eligieron producir Inhumans en Hawái debido a los incentivos fiscales del estado para el rodaje y la fuerte relación que Disney y ABC tienen con el estado a partir de proyectos anteriores. Sin embargo, con el único estudio de producción en las islas, Hawaii Film Studio, utilizado por Hawaii Five-0, se necesitaba nuevo espacio de estudio para desarrollarse para el proyecto. La Oficina de Cine del Estado de Hawái había estado interesada en convertir el antiguo aeródromo de Barbers Point de la Estación Aérea Naval en un estudio de filmación y, a principios de 2017, la Región Naval de Hawái  había arrendado el espacio al Departamento de Negocios, Desarrollo Económico y Turismo de Hawái, quien subarrendó el complejo a la producción de la serie, lo que permitió que la producción comenzara a convertir el antiguo aeródromo en una instalación de producción.Jean Higgins, quien anteriormente trabajó en Hawái en Lost de ABC como coproductor ejecutivo, se desempeña como productor de Inhumans. Inhumans contrató alrededor de 150 trabajadores locales como equipo de producción, y se esperaba que proporcionara entre 80 y 100 millones de dólares al año a la economía hawaiana.

### Efectos visuales
Mark Kolpack, supervisor de efectos visuales de Agents of S.H.I.E.L.D., declaró que no estaría involucrado con Inhumans debido a sus compromisos en S.H.I.E.L.D., a pesar de introducir la especie en esa serie. Eric Grenaudier se desempeña como supervisor de efectos visuales de la serie, con siete estudios de efectos visuales trabajando en la serie. Muchos de los efectos son creado por Digital Media. Buck señaló que el cabello de Medusa fue un proceso muy difícil y "lleva bastante tiempo en posproducción para que ese efecto funcione", mientras Grenaudier añadió que crear Lockjaw y la ciudad de Attilan también fueron algunos de los mayores desafíos de la serie. Señaló que el equipo estaba tratando de crear efectos que se mantuvieran en una pantalla IMAX y fueran equivalentes a los vistos en las películas del MCU pero con un presupuesto y un cronograma televisivo. Se informó que los resultados de los primeros efectos visuales fueron un punto de discordia entre ABC y Marvel, y después de que fueron mal recibidos en el primer tráiler de la serie, resultó en que se gastaran $100,000 adicionales en el cabello de Medusa.
Lockjaw fue creado por la empresa, Double Negative, a quien el director Roel Reiné llamó "la mejor casa para hacer criaturas". En el set se utilizó una espuma azul "cargada" de tamaño natural como sustituto de Lockjaw para ayudar a los directores a encuadrar las tomas y a los actores interactuar con el personaje, mientras que se utilizó una cámara de 360 grados para tomar referencias de iluminación en cada escena para ayudar con la iluminación de la versión generada por computadora. Double Negative comenzó a trabajar en Lockjaw a principios de febrero de 2017, comenzando a diseñar el aspecto final del personaje y creando una versión aproximada y simplista que podría agregarse a las secuencias completadas como referencia adicional. Marvel dio su aprobación al diseño final de Lockjaw en abril de 2017, durante el rodaje del quinto episodio de la serie, con Double Negative creando un modelo digital completo con "animaciones, músculos y texturas". Grenaudier dijo que Lockjaw "tendrá que ser fotorrealista e interactuar en muchas escenas con entornos, con otras personas que podrán jugar o tocarlo y reaccionar con él; obviamente, se ha hecho en películas. No estoy hablando de Life of Pi, pero intentar [hacer] eso en una programación episódica con un presupuesto televisivo, es poner el listón bastante alto". Para el efecto de teletransportación de Lockjaw, Reiné quería "algo realmente orgánico" y creó bocetos para presentar "la idea de cómo Lockjaw se disolvería orgánicamente en una explosión de arena", lo que tanto a Buck como a Marvel les encantó. Se informó que el alto costo de producir Lockjaw resultó en que el personaje fuera eliminado de la serie a medida que avanzaba.

### Música
En la Convención Internacional de Cómics de San Diego de 2017, Loeb anunció a Sean Callery como el compositor de Inhumans, después de haber compuesto previamente la banda sonora de Marvel's Jessica Jones. Callery grabó su partitura para Inhumans con una orquesta de 68 músicos, la más grande con la que jamás había trabajado para televisión. Llamó a su partitura "la más temática que he tenido en cualquier programa en el que haya trabajado. En esencia, se trata de una familia real, por lo que hay algunos grandes temas para el reino y la familia". Callery escribió un tema principal "aventurero" para la serie que apareció en el lanzamiento IMAX, con una "versión muy, muy abreviada" utilizada en los episodios de televisión. Callery intentó utilizar la música del programa para diferenciar entre escenas ambientadas en la Tierra y aquellas en la Luna, y tardó cuatro o cinco días en componer la música para cada episodio.

### Conexiones al Universo cinematográfico de Marvel
Al anunciar la serie, Sherwood dijo que quienes están detrás del proyecto habían "trabajado muy cuidadosamente" con Marvel Studios para garantizar que "en cuanto al contenido solo estemos mejorando" el MCU. Buck señaló que "las cosas sucedieron en [Agents of] S.H.I.E.L.D. también afectará potencialmente nuestro programa", pero advirtió que estaba concentrado en "lanzar" la nueva serie antes de intentar cualquier cruce con otras partes del MCU. Buck explicó con más detalle: "Todo esto existe en el mismo universo. Incluso si no nos cruzamos con, digamos, Agents of S.H.I.E.L.D. o personajes de otros programas, todavía están ahí fuera. Todos vivimos en el mismo mundo. Las mismas cosas que se aplicaron en otros programas y ocurrieron también se aplican a Inhumans también." Los elementos transferidos de Agents of S.H.I.E.L.D. incluyen la escritura alienígena asociada con los Inhumanos en esa serie, y los cristales azules de Terrigen, que fueron diseñados para ser consistentes con su representación en Agents of S.H.I.E.L.D. Loeb señaló que Hawái fue elegido como el escenario de la serie, en parte porque Marvel quería que Inhumans ocurriera en "un área contenida" como "una forma de minimizar su impacto en el resto del MCU". Agregó que, a partir del estreno de la serie, no había planes para que los personajes interactuaran con los Inhumanos en Agents of S.H.I.E.L.D como Daisy Johnson. El episodio final de la serie ve la destrucción de Attilan y su gente convirtiéndose en refugiados en la Tierra, de manera similar a Thor: Ragnarok que ve la destrucción de Asgard. Ambos también expresaron el mismo sentimiento de que un lugar es su gente, no una ubicación.

## Mercadotecnia
ABC, IMAX y Marvel Television buscaron crear un plan conjunto de marketing y promoción para la serie en sus plataformas de medios patentadas, lo que sería el primer lanzamiento de marketing multiplataforma de una serie de televisión. Los analistas de la industria describieron este enfoque como "un impulso multiplataforma que no se puede perder".
Se lanzó un adelanto de la serie antes de las proyecciones IMAX de Guardianes de la Galaxia Vol. 2, así como en línea, a principios de mayo de 2017. Siguió el lanzamiento de una foto del elenco, que Dana Schwartz en Observer.com lo llamó "bastante aburrido... En general, la apariencia de toda la familia real es la de un grupo que se reunió en Craigslist para tratar de ganar un concurso de disfraces, con distintos niveles de compromiso'". James Whitbrook de Gizmodo dijo que "algunos de estos disfraces funcionan mucho mejor que otros": Black Bolt "probablemente sale mejor", Crystal "obtiene algunos puntos por el esfuerzo", pero Medusa parece "como si estuviera intentando hacer un cosplay de particularmente bajo presupuesto de Sansa Stark de Game of Thrones". Analizando la respuesta a la serie en Twitter, la empresa de marketing Amobee contó 27.000 tuits relacionados con la serie entre el 4 y el 9 de mayo, de los cuales el 17 y el 7 por ciento mencionaban específicamente "pelo" o "peluca", respectivamente, haciendo referencia al cabello de Swan en la foto que fue particularmente criticada. El 35 por ciento de los tuits se consideraron negativos y sólo un 26 por ciento positivo, y el principal analista de marca de Amobee, Jonathan Cohen, dijo: "El alto nivel de participación de la audiencia en los programas de televisión de Marvel es un arma de doble filo para la empresa. Por un lado, hay una gran expectación en torno a cualquier información sobre una próxima serie de televisión. Por otro lado, cuando un segmento de esa audiencia está decepcionado, esa reacción se magnifica".
El primer tráiler de la serie se proyectó exclusivamente en la presentación «upfront» de ABC, el 17 de mayo de 2017. Las reacciones elogiaron las imágenes de Lockjaw y sofocaron algunas de las críticas con respecto al vestuario. El primer tráiler público se lanzó el 29 de junio, después de que se filtraran en línea imágenes de la revelación inicial, y se encontraron con reacciones principalmente negativas.  Los miembros del elenco aparecieron en la Convención Internacional de Cómics de San Diego de 2017 para promocionar la serie, donde se mostraron imágenes exclusivas. El panel concluyó con un avance ampliado de la serie, que también se lanzó en línea y apareció antes de las proyecciones IMAX de la película, Dunkirk. Los fanáticos que asistieron al panel disfrutaron del metraje, y Swan sintió que la respuesta positiva de los fanáticos a los efectos completos para el cabello de Medusa fue una "reivindicación". Sin embargo, los críticos no fueron tan positivos sobre el metraje. En agosto, el primer episodio fue lanzado para que los críticos lo vieran antes del panel de gira de prensa de la serie en la Television Critics Association (TCA), pero las reacciones iniciales publicadas en línea fueron eliminadas en breve. En el evento de TCA, Dungey y Loeb abordaron las críticas sobre la calidad del primer episodio. El panel fue interrumpido por ABC y los críticos presentes lo consideraron "raro" e "incómodo". Michael Cavna de The Washington Post calificó el marketing de la serie en este punto como "positivamente horrible", y señaló que "cuanto más intenta limpiar el equipo de ventas del programa, cuanto más temprano apesta, más apesta toda la empresa para algunos fanáticos de Marvel", y que necesitaría más "boca a boca positiva" antes de su estreno para atraer a los fanáticos a ver la serie en IMAX. Más tarde, en agosto, se proyectaron clips exclusivos de la serie en Edinburgh International Television Festival.

## Estreno

### En cines y emisión
Inhumans celebró su premiere de sus dos primeros episodios (con un total de 75 minutos) en Los Ángeles en Universal CityWalk, el 28 de agosto de 2017, antes de debutar en 667 pantallas IMAX en 67 países, el 1 de septiembre de 2017. IMAX Entertainment se encargó de la distribución de los episodios. Se emitió durante dos semanas, aunque, como ocurre con todos los estrenos de IMAX, cada sala "determina los horarios de las funciones en semana a semana", por lo que Inhumans no permaneció en las pantallas IMAX de algunos cines durante las dos semanas indicadas. Los episodios se estrenaron en los cines IMAX de Italia y Alemania, el 15 de septiembre y en Corea, el 22 de septiembre, finalmente se reprodujo en más de 1000 pantallas IMAX en más de 74 países. ABC luego transmitió la serie semanalmente, comenzando con los dos primeros episodios el 29 de septiembre de 2017, y esos dos primeros episodios presentan 9 minutos adicionales de contenido exclusivo fuera de las versiones proyectadas en IMAX. La primera temporada constaba de ocho episodios. CTV adquirió los derechos de transmisión para Canadá, mientras que Sky los adquirió para el Reino Unido.
Richard L. Gelfond, director ejecutivo de IMAX, afirmó que IMAX estaba "seguro de que nuestros socios de exhibición estarán entusiasmados con esto. La respuesta de las conversaciones conceptuales ha sido extremadamente positiva". Sherwood agregó que Disney se aseguró de que afiliados de ABC estuvieran de acuerdo con el debut IMAX de la serie y que habían trabajado con Marvel Studios para que el debut en cines de la serie pudiera programarse para no interfiere con el estreno de ninguna película del MCU, la serie se exhibió en cines entre los estrenos de Spider-Man: Homecoming y Thor: Ragnarok.

### Streaming
Inhumans estuvo disponible en para streaming en Disney+ en el momento del lanzamiento de la plataforma, el 12 de noviembre de 2019.

## Recepción

### Taquilla
La presentación IMAX de los dos primeros episodios recaudó 3,5 millones de dólares en todo el mundo. Los 3,5 millones de dólares brutos fueron considerados una decepción por IMAX, y Gelfond señaló que la mala recepción y los ingresos brutos se basaron en "desalineación de las expectativas del cliente", que esperaban "una producción similar a una película de gran éxito de taquilla, en lugar de pilotos para un programa de televisión".

### Ratings
| No. | Título                                | Fecha de emisión         | Rating/Audiencia (18–49) | Audiencia (millones) | DVR (18–49) | Audiencia de DVR (millones) | Total (18–49) | Total de audiencia (millones) |
| --- | ------------------------------------- | ------------------------ | ------------------------ | -------------------- | ----------- | --------------------------- | ------------- | ----------------------------- |
| 1   | «Behold... The Inhumans»              | 29 de septiembre de 2017 | 0.9/4                    | 3.75                 | 0.6         | 1.86                        | 1.5           | 5.58                          |
| 2   | «Those Who Would Destroy Us»          | 29 de septiembre de 2017 | 0.9/4                    | 3.75                 | 0.6         | 1.86                        | 1.5           | 5.58                          |
| 3   | «Divide and Conquer»                  | 6 de octubre de 2017     | 0.7/3                    | 2.78                 | 0.6         | 1.69                        | 1.3           | 4.47                          |
| 4   | «Make Way for... Medusa»              | 13 de octubre de 2017    | 0.6/3                    | 2.30                 | 0.5         | 1.55                        | 1.1           | 3.85                          |
| 5   | «Something Inhuman This Way Comes...» | 20 de octubre de 2017    | 0.4/2                    | 1.98                 | 0.6         | 1.57                        | 1.0           | 3.54                          |
| 6   | «The Gentleman's Name is Gorgon»      | 27 de octubre de 2017    | 0.5/3                    | 2.05                 | 0.5         | 1.43                        | 1.0           | 3.48                          |
| 7   | «Havoc in the Hidden Land»            | 3 de noviembre de 2017   | 0.5/2                    | 1.96                 | 0.5         | 1.26                        | 1.0           | 3.23                          |
| 8   | «...And Finally: Black Bolt»          | 10 de noviembre de 2017  | 0.5/2                    | 1.95                 | 0.5         | 1.41                        | 1.0           | 3.36                          |

En enero de 2018, Dungey declaró que la serie "no funcionó para nosotros al nivel que hubiéramos querido" y que las cifras de audiencia "fueron menos emocionantes para nosotros de lo que esperábamos". La serie tuvo un promedio de 4,14 millones de espectadores totales, incluidos los de DVR, ubicándose en el puesto 121 entre las series de la cadena en la temporada de televisión 2017-18. También tuvo una calificación total promedio de 1,2 entre 18 y 49 años, que fue el puesto 80.

### Respuesta crítica
El sitio web del agregador de reseñas, Rotten Tomatoes informó una calificación de aprobación del 11%, con una calificación promedio de 3.70/10 basada en 47 reseñas. El consenso del sitio web afirma: "Marvel's Inhumans establece un nuevo estándar bajo para el MCU con una narrativa poco imaginativa, un trabajo de diseño aburrido, personajes débiles y un melodrama poco atractivo". Metacritic, que utiliza un promedio ponderado, asignó una puntuación de 27 sobre 100 según 20 reseñas, que indican "críticas generalmente desfavorables". Las reseñas de los dos primeros episodios que se estrenaron en IMAX fueron principalmente negativas por parte de los críticos. En su reseña de los primeros episodios, Matt Webb Mitovich de TVLine dijo: "Si el ritmo y el ingenio [de la segunda mitad] continúa aumentando, Inhumans, con sólo seis episodios más para el final, podría resultar una serie de 'eventos' de Marvel útil, aunque tal vez no lo suficiente como para que los fanáticos de Agents of S.H.I.E.L.D. perdonarán el regreso retrasado de esa serie." Brian Lowry de CNN señaló: "Si los ocho episodios de Inhumans fallan, podría arrojar luz sobre el hecho de que Marvel en general se ha quedado atrás" de Warner Bros. Television y DC Comics, que producen las series del Arrowverso para The CW.
Después de la emisión del episodio final, Kofi Outlaw de ComicBook.com dijo: "Al final, es difícil evitar la conclusión de que Inhumans es todo menos un completo fracaso: uno de lo peor que la franquicia del Marvel Cinematic Universe haya visto... nunca hemos visto un caso como Inhumans, donde hubo un importante estreno en cines IMAX que fracasó, antes de una decepcionante presentación televisiva." James Whitbrook en io9 sintió que Inhumans intentó hacer muchas cosas y ninguna de ellas particularmente bien". Continuó diciendo que se habría "sorprendido" si la serie hubiera recibido una segunda temporada, y sintió que una vez que la quinta temporada de Agents of S.H.I.E.L.D. regresara a la Tierra actual desde el espacio, "los Inhumanos de Attilan podrían ser una muy buena trama para toda la temporada. Podría decirse que eso es probablemente lo que Inhumans debería haber sido en lugar de su propio programa desordenado y miserable". En su reseña del episodio final, Christian Holub  de Entertainment Weekly sintió que los Inhumanos "probablemente serán olvidados en el MCU en general, aunque sería divertido controlarlos en algún momento". Al revisar la temporada, Matt Liparota de Destructoid concluyó: "Inhumans es una obra que no tiene casi nada de valor para nadie. Ni siquiera es un choque de trenes interesante. Es simplemente un trabajo aburrido y sin vida que fácilmente llega a la cima de la lista de las peores cosas que el MCU ha producido en su casi década de existencia". Marc Buxton de Den of Geek fue un poco más positivo, sintiendo que Inhumans "terminó siendo más divertido de lo que las terribles dos horas iniciales hubieran indicado", pero fue "todavía el primer intento de Marvel y un fracaso... Inhumans simplemente existe en su propia burbuja de bajo presupuesto... [que] iba y venía con un quejido". Buxton quería una segunda temporada para la serie, después de haber disfrutado del elenco y de algunos de los personajes, y esperaba que Marvel se hubiera "inclinado hacia una serie de Inhumanos adecuada y no a medias".

## Cancelación y futuro
En septiembre de 2017, Buck tenía un plan general para las primeras tres temporadas de la serie y dijo que siempre habría diferentes lugares a los que llevar a los personajes principales. Añadió que había un punto fijo a partir del cual comenzaría el trabajo en una segunda temporada. Nellie Andreeva de Deadline Hollywood calificó la primera temporada como "decepcionante" y consideró la serie "muerta" en marzo de 2018. El 11 de mayo, ABC canceló oficialmente Inhumans.
Mount reconoció los rumores en octubre de 2019 de que se estaba planeando una versión reiniciada de los Inhumanos para Disney+, potencialmente protagonizada por Vin Diesel (la voz de Groot en las películas del MCU) que había hecho campaña para interpretar a Black Bolt antes de que Mount fuera elegido. Mount expresó su apoyo a tal reinicio, esperando que la propiedad tuviera "otra oportunidad" con "la casa adecuada, el tono correcto y la visión general correcta". Mount repitió su papel en la película de Marvel Studios, Doctor Strange in the Multiverse of Madness (2022), que retrata una versión diferente del personaje de Tierra-838, que es un universo alternativo al MCU principal. Su disfraz en la película se acerca más al diseño del cómic.